# Битва при Пиманионе (1224)
Битва при Пиманионе (весна 1224 или, по другим источникам, 1225 г.) — сражение между силами Латинской и Никейской империй, изменившее баланс сил в Восточном Средиземноморье эпохи франкократии. Произошло у местечка Пиманион на западе полуострова Малая Азия (совр. Лапсеки). Примечательно то, что 20 годами ранее в этом же месте произошла битва при Пиманионе (1204), в которой верх одержали крестоносцы.
Часть аристократии Никейской империи не приняла ставшего ее императором Иоанна III Дуку Ватаца. Братья умершего императора Феодора севастократоры Алексей и Исаак выступили против него. Они заручились поддержкой Латинской империи. В результате этих событий и состоялась битва при Пиманионе между латинскими и никейскими войсками. 

## Ход битвы
Севастократоры Алексей и Исаак прибыли в Троаду с отрядом латинских рыцарей. Никейский император Иоанн III Дука Ватац возглавил армию своей империи и дал им бой при Пиманионе. Войска Латинской империи, видимо, имели численное преимущество во время сражения. В ходе битвы латиняне атаковали никейцев и прорвали их фронт, войска никейской империи начали отступать. Однако никейский император Иоанн III Дука Ватац с малочисленной группой смог остановить свои дрогнувшие войска и организовать контратаку, которая закончилась поражением латинян. Севастократоры Алексей и Исаак были взяты в плен и ослеплены. Другие никейцы-противники никейского императора, которые были на стороне проигравших, были казнены.      

## Последствия
В течение года после победы Ватац захватил практически все владения крестоносцев в Малой Азии. Он также снарядил флот и отвоевал у франков острова Лесбос, Самос, Хиос и др. В Малой Азии Латинская империя смогла удержать лишь город Никомедия и Вифинский полуостров (Коджаэли). Таким образом, 2-я битва при Пиманионе аннулировала границу, которую до этого закрепил Нимфейский договор (1214).
В том же 1224 году эпирский деспот завладел городом Фессалоники. Солунская держава пала, а Латинская империя оказалась взята в плотное кольцо православных государств. Возвращение Константинополя грекам осталось лишь делом времени.